# Monte Rosa
Monte Rosa  este un lanț muntos în masivul Alpii Pennini, el este situat la granița dintre Italia și Elveția. Cel mai înalt pisc al lanțului muntos fiind Dufourspitze cu altitudinea de 4.633,9 m deasupra n.m..

## Descriere
Monte Rosa aparține 2 / 3 Italiei și numai 1 / 3 Elveției. Din Piemont se ajunge pe văile Valle Anzasca și Valle Șeșia pe versantul estic munților. Peretele de est (Parete Valsesiana) are o înălțime de 1500 m. Din sud din Valle d'Aosta escaladarea munților este mai ușoară, pe când versantul nordic este frămâmântat de acțiunea ghețarilor.

## Vârfuri
Vârfurile ce aparțin de Monte Rosa sunt printre cei mai înalți din Alpi
- Dufourspitze  (4609 m)
- Zumsteinspitze (4563 m)
- Signalkuppe (4554 m)
- Parrotspitze (4432 m
- Ludwigshöhe (4341 m)
- Schwarzhorn (4322 m)
- Vincent-Pyramide (4215 m)
- Balmenhorn (4167 m)
- Punta Giordani (4046 m)

Monte Rosa care are numeroși ghețari domină toată regiunea Italiei de Nord.